# Igreja de Deus em Cristo
A Igreja de Deus em Cristo (COGIC), é uma denominação cristã evangélica pentecostal internacional, com uma afiliação predominantemente afro-estadunidense. A Igreja relata ter mais de cinco milhões de membros nos Estados Unidos. C.O.G.I.C. é a sigla de "Church of God in Christ, Inc.", nome oficial da igreja.

## História

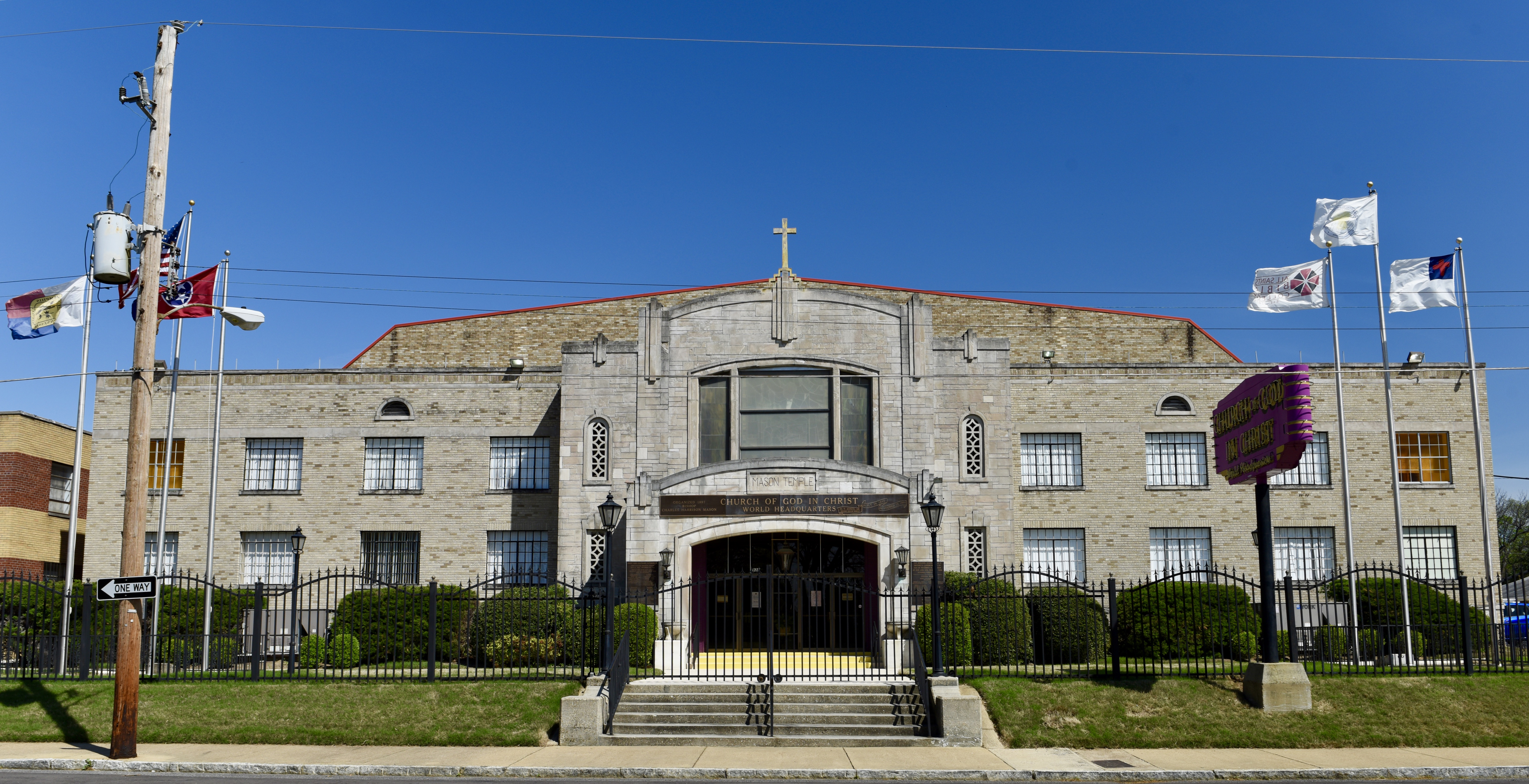
Edifício Mason Temple, sede da Igreja de Deus em Cristo, em Memphis, Estados Unidos

### Origens de Santidade
A Igreja de Deus em Cristo foi formada em 1897 por um grupo de pregadores batistas, especialmente Charles Price Jones (1865-1949) e Charles Harrison Mason (1864-1961). Na década de 1890, C.P. Jones e C.H. Mason foram ministros batistas licenciados no Mississippi que ensinaram uma doutrina de perfeição cristã ou a santificação como uma segunda obra de graça para as suas congregações batismais. C.H. Mason foi influenciado pelo testemunho da evangelista afro-americana Amanda Berry Smith, uma das mais amplamente respeitadas evangelistas de santidade afro-americanas do século XIX. Sua história de vida levou muitos afro-americanos para o movimento de santidade, incluindo C.H. Mason que testemunhou receber a santificação depois de ler sua autobiografia.
Em junho de 1897, C.P. Jones realizou uma convenção de Santidade no Monte Helm Baptist Church em Jackson, Mississippi, com a presença de C.H. Mason e outros de vários estados. Os debates doutrinários sobre o calvinismo e o perfeccionismo Wesleyano afetaram o modo como até mesmo os pastores locais afro-americanos responderam aos novos movimentos cristãos na época. Alguns desses pastores batistas afro-americanos em áreas como Mississippi, Tennessee e Arkansas, viram Jones e Mason como controversos. A liderança da Convenção do Estado de Mississippi da Convenção Batista Nacional - EUA, interveio e expulsou Jones, Mason e outros que abraçaram o ensinamento Wesleyano de Toda a Santificação. Em 1897, depois de ser expulso e proibido de pregar nas Igrejas Batistas locais sob a Convenção do Mississippi, Mason fundou a Igreja de São Paulo em Lexington, a primeira igreja COGIC.
Quando a primeira convocação foi realizada em 1897, o grupo foi originalmente conhecido simplesmente como a "Igreja de Deus". Muitos grupos cristãos de Santidade e sociedades formando na época queriam nomes bíblicos para suas igrejas locais como "Igreja de Deus, Igreja de Cristo ou Igreja do Deus Vivo". Dado que tantos novos grupos de santidade e companheirismos estavam se formando usando o nome de "Igreja de Deus", Mason buscou um nome para distinguir esta organização de santidade dos outros. Mais tarde em 1897, quando estava em Little Rock, Arkansas, C.H. Mason acreditava que Deus lhe dera esse nome para o grupo, a "Igreja de Deus em Cristo". Mason acreditou que o nome tomado de "1 Tessalonicenses 2:14" foi divinamente revelado e biblicamente inspirado.  A COGIC começou a crescer em todo o Sul. C.P. Jones foi eleito Encarregado da Obra, C.H. Mason foi selecionado como Supervisor do estado do Tennessee, e J.A. Jeter foi selecionado como Supervisor de Arkansas. Depois de testemunharem a santificação, os membros da igreja se referiam a si mesmos como "os santos", acreditando que estavam separados para viver uma vida diária de santidade cristã em palavras e ações.

### Origens Pentecostais
Em 1906, C. H. Mason, J.A Jeter e D.J. Young foram nomeados pelo comitê de C.P. Jones para investigar relatórios de um reavivamento em Los Angeles, que estava sendo conduzido por um pregador itinerante chamado William J. Seymour. A visita de Mason ao Reavivamento da Rua Azusa, mudou a direção da recém-formada igreja de santidade, pois durante a visita, recebeu o batismo no Espírito Santo. Ao retornar a Jackson, nem todos estavam dispostos a aceitar tal experiência. Na Convocação de 1907, uma separação mútua ocorreu por causa de desentendimentos sobre a experiência pentecostal por C.P. Jones e outros líderes da Santidade. A "mão direita da comunhão" ocorreu respeitando-se como cristãos com diferenças. C.H. Mason respeitava C.P. Jones e outros líderes formativos do movimento de Santidade foram claramente evidentes pelo resto de seu ministério pentecostal; Mason ensinou aos seus adeptos que o batismo bíblico do Espírito Santo foi sempre dado aos crentes cristãos que pedem "... porque eles são salvos e não porque serão salvos". A história e o ensino da COGIC tornaram-se distintivos de grupos pentecostais e apostólicos aderentes ao ensino de que o Batismo do Espírito Santo com o falar em línguas é um pré-requisito para a salvação cristã.
Depois dessa separação mútua com os líderes contemporâneos da Santidade, C.H. Mason convocou uma reunião em Memphis e reorganizou a Igreja de Deus em Cristo como um corpo Santidade-Pentecostal. Os primeiros pioneiros deste corpo recém-formado se tornaram a primeira Assembleia Geral Pentecostal da Igreja de Deus em Cristo. Eles escolheram por unanimidade C.H. Mason como Supervisor Geral e Apóstolo, com autoridade para liderar a nova denominação.
A Igreja de Deus em Cristo tornou-se o primeiro corpo Pentecostal legalmente constituído nos Estados Unidos. C.P. Jones e os líderes de Santidade que não abraçaram a experiência da rua Azusa continuaram como igrejas de Santidade, posteriormente se organizando como um corpo chamado Igreja de Cristo (Santidade) dos Estados Unidos da América.

## Estatísticas
De acordo com um censo da denominação, em 2022 teria igrejas em 112 países no mundo. 

## Crescimento e Desenvolvimento

### Bispos Seniores e Bispos Presidentes
- Bispo Charles Harrison Mason (1897-1961) - Fundador e Bispo Sênior
- Bispo Ozro Thurston Jones, Sr. (1961-1968) - Segundo Bispo Sênior
- Bispo James Oglethorpe Patterson, Sr. (1968-1989) - Primeiro Bispo Presidente eleito (eleito seis vezes)
- Bispo Louis Henry Ford (1990-1995) - Segundo Bispo Presidente eleito (por duas vezes)
- Bispo Chandler David Owens, Sr. (1995-2000) - Terceiro Bispo Presidente eleito (uma vez)
- Bispo Gilbert Earl Patterson (2000-2007) - Quarto Bispo Presidente eleito (por duas vezes)
- Bispo Charles Edward Blake, Sr. (2007–2021) - Quinto Bispo Presidente eleito (por quatro vezes)
- Bispo John Drew Sheard, Sr. (2021-presente) - Sexto Bispo Presidente eleito (por duas vezes)

### Era do Bispo C.H. Mason (1897–1961)
Depois de se mudar para Memphis, o Bispo Mason estabeleceu uma igreja local chamada Templo COGIC. Ele também estabeleceu a sede nacional e a reunião anual de membros da COGIC que ficou conhecida como a "Santa Convocação Internacional" a ser realizada em Memphis. Este encontro aconteceu de 25 de novembro a 14 de dezembro, dado que a maioria dos membros em todo o país eram agricultores e a colheita de suas plantações terminou em torno deste período. Os membros da COGIC se reuniram para orar, jejuar, ensinar, pregar, participar e conduzir negócios pertencentes à organização COGIC nacional.
A COGIC originalmente começou nos Mississippi, Arkansas e Tennessee. Durante o início do século XX, o movimento pentecostal experimentou um rápido crescimento e integração racial de seus serviços de adoração. Como resultado, o bispo Mason, como líder de uma das poucas denominações pentecostais legalmente fundadas, foi fundamental no licenciamento e credenciamento de ministros brancos e negros que espalharam a mensagem pentecostal e estabeleceram igrejas. O primeiro Secretário Geral da COGIC foi o Élder William B. Holt, um ministro branco. Durante 1910-1913, dois ministros brancos, o Élder H. Goss e o Élder Leonard P. Adams foram clérigos sob a autoridade de C.H. Mason, que estabeleceu organizações dentro da COGIC. Em 1914, aproximadamente 300 ministros brancos representando uma variedade de igrejas independentes e redes de igrejas, reuniram-se em Hot Springs, para separar e formar as Assembleias de Deus. As prevalência das normas sociais, culturais e políticas do período do Jim Crow South, em detrimento da doutrina cristã, acabaram com qualquer perspectiva de integração racial sob a liderança de um afro-americano, como Mason. Seu convite para se juntar ao movimento só foi enviado aos ministros brancos. Goss deixou a COGIC para se juntar às Assembleias de Deus dos EUA. Com o tempo, os ministros e igrejas sob Leonard P. Adams separaram e assimilaram-se em outros grupos ou organizações "brancas". Em 1916, algumas igrejas de brancos se juntaram a COGIC e foram organizadas em um ramo branco com William B. Holt como Superintendente Geral; o clima racial não sustentaria essa relação e, portanto, acabaria por terminar. Em 1930 esse ministério entre os brancos tinha terminado.
Bispo Mason percorreu a nação pregando e estabelecendo igrejas COGIC. Quando os afro-americanos migraram para o norte durante a Grande Migração, as igrejas começaram a ser estabelecidas no norte e no oeste. C.H. Mason enviou ministros e evangelistas para cidades e áreas urbanas fora do Sul e a COGIC se espalhou por todo o país. Em 1926, C.H. Mason autorizou a constituição da igreja, esboçando os estatutos, as regras e os regulamentos da igreja. Em 1933, ele separou os cinco primeiros bispos da COGIC.
A primeira igreja local foi construída e terminada em 1925, mas foi destruída pelo fogo em 1936. Em 1945, C.H. Mason dedicou Templo Mason em Memphis como local da reunião da igreja nacional. Construído na década de 1940 durante a Segunda Guerra Mundial, o edifício de quase 4 mil assentos tornou-se o maior auditório de igreja de qualquer grupo religioso afro-americano na América.  Após a sua morte, Mason foi sepultado ali, a única pessoa tão honrada na cidade de Memphis. O auditório histórico da igreja foi o local da mensagem final do Dr. Martin Luther King, Jr. para o mundo. O Templo Mason em Memphis permaneceu como local da Santa Convocação Internacional até meados da década de 1970, quando o número de delegados superou em muito a capacidade. Muitos membros da COGIC referem-se à sua preparação para participar da Santa Convocação anual da COGIC como "Jerusalém" com o Templo Mason como um local especial.
Em 1951, quando o bispo Mason estava chegando aos 85 anos de idade, ele criou uma "comissão especial" para ajudar com a administração e supervisão da igreja. Em 5 de junho de 1951, ele escolheu os bispos A.B. McEwen, J.S. Bailey, e O.M. Kelly como seus assistentes. Em 19 de maio de 1952, ele acrescentou o Bispo J.O. Patterson, Sr. Também em 1952, Mason revisou a Constituição para determinar a liderança e sucessão da igreja após sua morte. Três anos depois, em 12 de outubro de 1955, foram acrescentados mais três bispos: o bispo U.E. Miller, o bispo S. M. Crouch, e o bispo O.T. Jones, Sr. Este grupo tornou-se conhecido oficialmente como a Comissão Executiva e assumiu uma maior responsabilidade sobre os assuntos da igreja até a morte de Mason.
Nessa época, em 1961, a COGIC se espalhou para todos os estados dos Estados Unidos e para muitos países com mais de 400 mil membros e mais de 4 mil igrejas.

### Era do Bispo O.T. Jones, Sr. (1961–1968)
Os anos 1961-1968 são marcados pela polarização e conflito na liderança. Após a morte do bispo Mason, de acordo com a constituição da igreja, o controle da COGIC foi revertido a uma placa executiva dos bispos. A Assembleia Geral conferiu autoridade a um Conselho Executivo composto por doze bispos. A Constituição da COGIC na época não esboçava especificamente um sucessor claro ou a autoridade deste conselho executivo de bispos após a morte do bispo Mason. A. B. McEwen foi eleito presidente do Conselho Executivo, e O.T. Jones Sr. foi eleito bispo sênior pela Assembleia Geral.
O bispo Jones Sr. era o único bispo vivo dos cinco originais consagrados pelo bispo Mason, e assumiu a liderança como bispo superior da Igreja de Deus em Cristo. Em 1964, discordância entre a autoridade do Bispo Sênior e do Conselho Executivo liderado pelo Bispo A.B. Mcewen foi abordado na Sétima Convocação Sagrada. As facções desenvolvidas dentro da organização como as decisões executivas e administrativas estavam sendo feitas pelo bispo sênior em conflito com o bispo A.B. McEwen e vice-versa.
A igreja teve problemas de litígio com ações judiciais arquivadas no Chancery Court do Condado de Shelby, para resolver a autoridade legítima da denominação. O tribunal ordenou que a igreja convocasse uma convenção constitucional em fevereiro de 1968, a qual elaborou e aprovou uma nova constituição que dissolveu tanto o cargo de Bispo Superior quanto o Conselho Executivo. Estes dois escritórios foram substituídos pelo Gabinete do Bispo Presidente e uma Junta Geral a ser eleita a cada quatro anos para presidir a igreja. A Assembleia Geral será a autoridade suprema sobre a igreja para decidir assuntos de fé e prática. Em 14 de novembro de 1968, a Assembleia Geral da COGIC elegeu a primeira Junta Geral e Bispo Presidente da igreja.
Vários bispos discordaram com uma nova estrutura organizacional e romperam os laços com a COGIC para iniciarem suas próprias organizações. A ruptura mais notável ocorreu em 1969, quando catorze bispos se reuniram em Evanston, para formar a Igreja de Deus em Cristo, Internacional. Bispo O.T. Jones, porém, não deixou a Igreja de Deus em Cristo. COGIC continuou a crescer e em 1973, a igreja reivindicou uma sociedade mundial de quase três milhões.

### Era de Bispo J.O. Patterson (1968–1989)
Bispo James Oglethorpe Patterson, Sr. foi eleito como primeiro Bispo Presidente da igreja pela Assembleia Geral na 61ª Santa Convocação da igreja em novembro de 1968. Genro do Bispo Mason, J.O. Patterson Sr. serviu anteriormente a igreja como um membro da Diretoria Executiva e como Secretário Executivo. Estabeleceu protocolos de adoração, política e práticas. Uma nova constituição oficial da igreja foi concluída em 1973. COGIC tornou-se uma força importante na Igreja negra coletiva e no movimento mundial Pentecostal e experimentou um rápido crescimento em muitos setores como um dos grupos religiosos mais crescentes e maiores nos Estados Unidos. 
Como primeiro bispo eleito, Patterson Sr. estabeleceu o "Centro Teológico Interdenominacional Seminário Charles Harrison Mason" em Atlanta; o C. H. Mason Sistema de Colégios Bíblicos; o Departamento de Belas Artes da J. O. Patterson; o Museu Histórico e Centro de Belas Artes, organizador da Fundação Charles Harrison Mason e do Fundo de Benefício do Bispo Presidencial, que oferece bolsas de estudo. Ele expandiu a livraria COGIC e Editora COGIC. Em 1982, liderou a COGIC em seu Jubileu de Diamante em uma celebração da Santa Convocação Internacional. Ele estabeleceu a Sociedade Mundial de Igrejas Pentecostais Negras e iniciou a adesão à COGIC no Congresso das Igrejas Negras Nacionais. Seu sonho era estabelecer um complexo ministerial internacional conhecido como "Centro dos Santos" e uma instituição credenciada conhecida como "Universidade de Todos os Santos". Eleito quatro vezes como Bispo Presidente, consagrou e nomeou mais de 100 bispos durante vinte e um anos de liderança. Suas iniciativas permitiram que o crescimento da igreja ultrapassasse quatro milhões nos Estados Unidos e em 47 países e 10.000 igrejas no momento de sua morte em 1989.

### Era do Bispo L. H. Ford (1990–1995)
Bispo Louis Henry Ford de Chicago, foi eleito após a morte de Patterson Sr. Bispo L.H. Ford foi um forte defensor da justiça social e tornou-se reconhecido nacionalmente após a terrível morte de Emmett Till como o oficiante do funeral. Em Chicago, ele organizou iniciativas de registro de eleitores e protestou contra a segregação em Memphis, enquanto participava das Convocações da COGIC, no meio da era dos Direitos Civis. Sua ênfase como Bispo Presidente foi um retorno às fundações históricas ou como ele descreveria "O Antigo Marco" das práticas e tradições iniciais da COGIC. Ele era crítico com o uso da liturgia, vestimentas e modernidade que tinham sido apresentadas à igreja. Ele dedicou seus esforços lembrando os membros da igreja dos sacrifícios dos pioneiros da COGIC. Ele reabriu o "Saints Academy e College" e construiu o multimilionário Deborah Mason Patterson Hall em Lexington. Renovou várias estruturas da COGIC em Memphis, incluindo o Templo Mason. Ford trouxe o presidente Bill Clinton, um amigo pessoal, e o único presidente dos Estados Unidos para dirigir-se Templo Mason durante a 86ª Santa Convocação Internacional, em 13 de novembro de 1993.

#### Reconciliação Racial
Na década de 1990, durante a administração do bispo Ford, as denominações pentecostais clássicas dos EUA começaram a tomar medidas para curar a divisão racial do movimento. Este esforço culminou no milagre de Memphis de 1994, que conduziu à criação das Igrejas Pentecostais/Carismáticas da América do Norte (PCCNA), dissolvendo a antiga aliança pentecostal branca. O novo grupo foi formado como uma organização inclusiva, incluindo todos os principais grupos pentecostais da América do Norte, independentemente da raça. Desde a sua criação, teve uma liderança copresidente, uma das quais sempre foi um bispo da COGIC, normalmente um membro da Junta Geral, e a outra de uma das organizações membros da anterior PFNA.[carece de fontes?]

### Era do Bispo C. D. Owens (1996–2000)
Bispo Chandler David Owens, Sr. foi eleito Bispo Presidente após a morte do Bispo Ford em 1995. Bispo C. D. Owens liderou a COGIC em sua celebração do centenário em 1997 com o tema, "Santidade, uma fundação comprovada para um futuro promissor!" Ele é responsável pela reestruturação dos departamentos e ministérios da igreja, expandindo a igreja na Ásia, principalmente Índia e Filipinas, colocando a COGIC em um sólido estado financeiro. Owens delineou um plano progressista para posicionar a COGIC como ministério no século XXI conhecido como "Visão 2000 e além".

### Era do Bispo G.E. Patterson (2000–2007)
Bispo Gilbert Earl (G.E.) Patterson , sobrinho do bispo J.O. Patterson Sr., foi eleito no ano 2000, na 93ª Convocação Santa, como Bispo Presidente da COGIC. Ele reiniciou a igreja para ser uma denominação pentecostal emblemática. Foi capaz de superar barreiras denominacionais e encorajar ministérios não-COGIC a trabalharem colaborativamente com a denominação. Ele estabeleceu o "COGIC Caridades", que tem fornecido milhares de dólares em bolsas de estudo da faculdade e esforços de alívio de desastres, como furacões Katrina e Rita.

### Era do Bispo C.E. Blake (2007–presente)
O bispo Charles E. Blake assumiu a liderança e foi eleito bispo presidente da igreja após a morte do bispo Patterson em março de 2007. Bispo Blake é o Pastor Sênior da West Angeles Cathedral COGIC, em Los Angeles, uma das igrejas de mais rápido crescimento nos Estados Unidos e a maior congregação local COGIC com uma adesão de 25.000 membros. O bispo Blake preparou a igreja para sua 100ª Santa Convocação, um marco importante para a igreja. Lidera a COGIC para se tornar um ministério global maior, principalmente na África e na América Latina, ao mesmo tempo em que investe nas cidades centrais onde estão localizadas muitas congregações. Ele também é conhecido por sua iniciativa agressiva, "Save Africa's Children", que apoia centenas de crianças africanas que foram afetadas pelo HIV em orfanatos em vários países da África. Em 2009, o bispo Blake revelou um programa agressivo conhecido como "Iniciativas Urbanas" para abordar a situação das áreas urbanas da América. Em 2010, o bispo Blake liderou mais de 50.000 delegados à 103ª Santa Convocação Internacional para St. Louis. Foi reeleito pela quarta vez, durante a 109ª Santa Convocação, em 2016.

## Teologia
A COGIC é uma denominação trinitária de Santidade Pentecostal. A igreja ensina três obras distintas e distintas de graça que Deus realiza na vida dos crentes: salvação, santificação e batismo ou enchimento do Espírito Santo. A igreja declara ser evangélica no ministério, fervorosamente fundamental em práticas doutrinárias e distintamente pentecostal em adoração e expressão.

### Distintivos da COGIC
Como uma igreja clássica de santidade pentecostal, a COGIC continua a abraçar sua herança de santidade, ensinando moderação no vestir, aparência, participação no entretenimento secular e proibições contra profanação, álcool, abuso de substâncias químicas e comportamento imoral. A igreja tem uma tradição de oração, jejum, louvor e consagração, que era uma vez única para a Santidade ou grupos pentecostais.

#### Ensinamentos sobre casamento e sexualidade
Na COGIC, o casar novamente é desanimado altamente, exceto no caso da morte de um esposo. O divórcio é considerado inconsistente com os ensinamentos bíblicos e altamente desencorajado. O clero da COGIC oficialmente não sanciona ou reconhece casamentos de pessoas do mesmo sexo. O clero da COGIC são incentivados a ter formação em aconselhamento matrimonial.

## Governo da COGIC
De acordo com sua Constituição de 1973, a COGIC têm duas estruturas para governar a igreja: civil e eclesiástica. A estrutura civil da Igreja de Deus em Cristo inclui um presidente, primeiro vice-presidente, segundo vice-presidente, secretário geral, tesoureiro geral e secretário financeiro. Todos os dirigentes são eleitos pela Assembleia Geral. Os mandatos do secretário geral, tesoureiro geral e secretário financeiro ocorrem simultaneamente com a atual administração presidencial, eleita a cada quatro anos.

#### Estrutura corporativa
- Bispo Presidente - Bispo J. Drew Sheard

- 1º Bispo Presidente Assistente - Bispo Jerry W. Macklin

- 2º Bispo Presidente Assistente - Bispo Lawrence M. Wooten

- Secretário Geral - Bispo Robert G. Rudolph, Jr.

- Presidente da Assembleia Geral - Bispo Lemuel F. Thuston

- Tesoureiro Geral - Bispo Charles Harrison Mason Patterson, Sr.

- Secretário Financeiro - Bispo Michael B. Golden, Jr.

A autoridade legislativa da igreja é atribuída a uma assembleia geral, composta pelos membros da junta geral, bispos jurisdicionais/auxiliares, supervisores jurisdicionais, capelães, pastores, anciãos ordenados, quatro missionários distritais e seis membros leigos de cada jurisdição. A Assembleia Geral elege uma junta geral de 12 pessoas (presidium) a cada quatro anos do colégio dos bispos, que servem funcionalmente como apóstolos da igreja. A Assembleia Geral reúne-se semestralmente a cada ano em abril e novembro, enquanto o presidium atua como o ramo executivo da igreja, supervisionando a operação diária quando a assembleia geral não está em sessão. Como resultado, a junta geral exerce grande autoridade sobre a igreja. O presidium inclui um bispo presidente internacional eleito separadamente pela assembleia geral, que serve um mandato de quatro anos, que, em seguida, nomeia dois bispos presidentes assistentes. 
Em 2021, John Drew Sheard Sênior tornou-se o Presidente da Igreja.
Oficiais nacionais da igreja são escolhidos na assembléia geral a cada quatro anos, a menos que eleições especiais sejam garantidas.  O conselho judicial serve como o ramo judicial e é o órgão supremo que interpreta a política e a prática.  Tem nove membros, eleitos pela assembleia geral, incluindo três bispos, três anciãos e três membros leigos.

#### Membros da Junta Geral Quadrienal 2024-2028
- Bispo J. Drew Sheard, Sr. - Bispo Presidente (2021 - presente) e membro do Conselho (2012 - presente)

- Bispo Jerry W. Macklin - Primeiro Bispo Presidente Assistente (2021 – presente) e membro do Conselho (2004 – presente)

- Bispo Lawrence Wooten - Segundo Bispo Presidente Assistente (2021 - presente) e Membro do Conselho (2012 - presente)

- Bispo Brandon B. Porter - Secretário  e Membro do Conselho (2012 - presente)

- Bispo Michael E. Hill - Secretário Assistente e Membro do Conselho (2021 - presente)

- Bispo Darrell L. Hines - Membro do Conselho (2016 - presente)

- Bispo Príncipe E. W. Bryant, Sr. - Membro do Conselho (2021 - presente)

- Bispo Charles H. McClelland - Membro do Conselho (2021 - presente)

- Bispo Elijah H. Hankerson, III - Membro do Conselho (2021 - presente)

- Bispo Jerry L. Maynard - Membro do Conselho (2024 - presente)

- Bispo Linwood Dillard, Jr - Membro do Conselho (2024 - presente)

- Bispo Frank A. White - Membro do Conselho (2024 - presente)

#### Membros eméritos do Conselho Geral
- Bispo Charles E. Blake - Ex-Bispo Presidente

Além da junta geral, há uma junta de bispos composta por todos os bispos jurisdicionais e auxiliares, uma junta curadora nacional composta por 15 membros eleitos para um mandato de quatro anos, o Conselho Geral de Pastores e Presbíteros  , que está aberto a qualquer pastor oficialmente reconhecido e presbítero ordenado credenciado na igreja.

#### Oficiais adicionais
- Presidente do Conselho dos Bispos - Bispo Donald Murray
- Vice-presidentes do Conselho dos Bispos – Bispo Roger L. Jones e Bispo William Watson, III
- Secretário do Conselho dos Bispos - Bispo Adrian Williams
- Vice-presidente da Assembleia Geral - Bispo Melvin Smith
- Presidente do Conselho Geral de Pastores e Elders – Superintendente Michael Eaddy
- Vice-presidente do Conselho Geral de Pastores e Elders – Superintendente Kiemba Knowlin
- Secretário do Conselho Geral de Pastores e Elders – Superintendente Andre Fluker
- Tesoureiro do Conselho Geral de Pastores e Elders – Pastor William Ward
- Diretor de operações (COO) – Bispo Keith Kershaw
- Adjunto Geral - Bispo Dickerson L. S. Wells Sr.
- Chefe de Segurança (para convenções e conferências da COGIC) – Bispo William E. McMillan, Jr.
- Secretário do Conselho Geral - Bispo Talbert W. Swan, II
- Supervisora Geral, Departamento de Mulheres – Mãe Barbara McCoo Lewis
- Presidente do Conselho Judiciário Nacional - Bispo Martin Luther Johnson
- Vice-presidente do Conselho Judiciário Nacional – Bispo Enoch Perry
- Secretário do Conselho Judiciário Nacional – Elder Carl King
- Presidente do Conselho Nacional de Curadores - Superintendente Melton Timmons
- Primeiro Vice-Presidente do Conselho Nacional de Curadores – Advogado Amos Smith
- Segundo Vice-Presidente do Conselho Nacional de Curadores – Mãe Georgia Macklin Lowe
- Secretário do Conselho Nacional de Curadores – Missionária Jennifer Patterson–Hill
- Secretários Gerais Assistentes - Assistente Administrativo Dr. Deidric I. Tupper, Sr. e Bispo Talbert W. Swan, II
- Tesoureiro Geral Assistente - Bispo Kendall Anderson
- Secretário Financeiro Assistente - Bispo Tyrone Butler
- Presidente da AIM – Superintendente Nathaniel Green
- Presidente do Ministério de Homens - Bispo Roderick Hennings
- Vice-presidente do Ministério de Homens - Bispo Patrick L. Wooden Sr.
- Presidente, Departamento Internacional de Escola Dominical - Superintendente Mark Ellis
- Representante de Campo, Departamento Internacional de Escola Dominical – Evangelista Bonita Shelby
- Presidente, Departamento Internacional de Juventude – Pastor Kale Mann
- Presidente do Departamento Internacional de Juventude – Evangelista Vandalyn Kennedy
- Presidente, Departamento Internacional de Missões - Bispo Dr. Terence P. Rhone
- Senhora Eleita, Departamento Internacional de Missões - Mãe Lee E. Van Zandt
- Vice-presidentes do Departamento Internacional de Missões, Bispo Nate' M. Jefferson; Supervisora Maddaline Norfleet; Bispo Solomon Iyobosa Omo-Osagie; Supervisora Faye M. Butler e Bispo Bevin Lawrence
- Presidente, Departamento Internacional de Evangelismo – Pastor Gary Sprewell
- Senhora Eleita, Departamento Internacional de Evangelismo – Evangelista Dorinda Clark-Cole
- Presidente, Departamento Internacional de Música - Dr. Myron Williams
- Vice-Presidentes do Departamento Internacional de Música – Evangelista Kierra Sheard-Kelly; Evangelista Rosalind Jones; Pastor Derrick Starks; Superintendente C. Ivan Johnson; Evangelista Crystal Rucker e Elder Zacchaeus Hayslett

### Eventos Anuais
- Conferência de Liderança (Janeiro)
- Assembleia Geral e Reunião de Convocação em Memphis (abril)
- Conferência de Homens (maio)
- Convenção Internacional de Mulheres (Maio)
- Conferência dos Auxiliares no Ministério (AIM) (julho)
- Conselho Geral de Pastores e Elders (Agosto)
- Aniversário do Bispo Charles Harrison Mason (setembro)
- Conferência Episcopal (setembro)
- Santa Convocação Internacional (novembro)

## Departamentos
Durante os estágios formativos da COGIC, o bispo Mason organizou departamentos para apoiar ainda mais o trabalho da igreja, à medida que continuava crescendo e se expandindo. Estes departamentos incluem: o Departamento de Escola Dominical, o Departamento de Mulheres, o Departamento de Juventude, Missões e Evangelismo. Como a COGIC tem continuado a crescer, novos departamentos, auxiliares e ministérios foram criados, incluindo o Departamento de Homens, Caridades COGIC, e Iniciativas Urbanas. Esses auxiliares são encontrados em quase todas as igrejas, distritos e jurisdições dentro da igreja e funcionam para apoiar a abordagem holística que ela tem em relação ao ministério dentro da igreja e à comunidade maior que as congregações servem.
O atual Superintendente da Escola Dominical Internacional é o Superintendente Mark Ellis de Baton Rouge, Louisiana, e a Representante de Campo Internacional é a Mãe Cleolia Penix de Chicago, Illinois.

### Departamento de Mulheres
As mulheres na COGIC têm sido influentes na liderança e organização da igreja desde a sua criação, e são o maior departamento. A igreja acredita que as mulheres são dotadas e chamadas para o ministério; no entanto, não ordena oficialmente mulheres para o cargo de ancião, pastor ou bispo. Entretanto, a COGIC endossa as evangelistas que servem como capelães. O bispo Mason opôs-se à ordenação de mulheres para o ministério formal, mas em 1911 criou um departamento autônomo para promover o ministério das mulheres na igreja.

#### Organização do departamento
A Supervisora Geral das Mulheres é nomeada pelo Bispo Presidente e tem autoridade para liderar o Ministério Internacional das Mulheres da Igreja. Cada bispo jurisdicional nomeia uma supervisora jurisdicional para liderar o trabalho das mulheres a nível jurisdicional. A supervisora jurisdicional é assistida por missionários de distrito que supervisionam o ministério das mulheres do distrito. Historicamente, as mulheres no ministério da COGIC são conhecidas como missionárias e são designadas em três categorias - Diaconisa, Missionária e Evangelista Missionária. Os Missionários da Diaconia servem e ajudam nos assuntos cerimoniais e temporais da igreja local. As missionárias evangelistas são licenciadas para ensinar o evangelho, realizar reuniões do evangelho e podem ser supervisionadas por congregações locais que servem como administradores da igreja. Reconhecendo a importância das mulheres para o ministério, a COGIC criou numerosas posições que permitem que as mulheres trabalhem como contrapartes dos presidentes de departamento.
No nível da igreja local, além do ofício de missionária, a COGIC desenvolveu e manteve a posição de "mãe da igreja". As mães da igreja têm servido historicamente como a líder dos ministérios das mulheres nas congregações locais. A mãe da igreja designada junto com outras mulheres "mais velhas e experientes" da igreja forneceu o ensinamento prático da santidade na vida e na prática diárias. Hoje, no entanto, muitas mães da igreja foram reservadas para cargos de titular, já que muitas esposas de pastor assumiram o papel de líderes de ministérios de mulheres em congregações locais. Muitas congregações locais, missões estrangeiras e escolas foram estabelecidas e através da liderança e esforços das mulheres na Igreja de Deus em Cristo. Desde 2017, Mãe Barbara McCoo Lewis é a sétima Supervisora Geral.

### Jovens Trabalhadores Dispostos (YPWW) Departamento Internacional de Jovens (IYD)
Em 1917, o YPWW foi organizado oficialmente sob a liderança do Élder Ozro Thurston Jones, Sr., que se tornaria o segundo bispo sênior da igreja após a morte do Bispo Mason. Ele começou a produzir os "Tópicos Trimestrais do YPWW", e em 1928 estabeleceu o primeiro Congresso da Juventude reunindo líderes de jovens e trabalhadores a nível nacional. Por um breve período de tempo, o Congresso YPWW foi combinado com o Congresso da Escola Dominical em uma convenção conjunta até 1951. O Congresso da Juventude acabou se tornando uma das maiores convenções da COGIC. O presidente internacional da juventude é o Pastor Kale Mann, de Nova York e a chairlady internacional é a Evangelista Vandalyn Kennedy, de Nova York.

### Departamento de Missões
O trabalho de missões na COGIC começou em 1925. O Conselho de Anciãos reuniu-se e organizou o primeiro Conselho de Missão da Igreja de Deus em Cristo. Em 1927, começaram a chamar trabalhadores para servir em terras estrangeiras. A Sra. Mattie McCaulley de Tulsa foi a primeira a responder, e foi enviada para Trinidad. Depois disso, missionários foram enviados para diversos lugares. Capelães militares também foram instrumentais na disseminação COGIC através de instalações militares.
Hoje, a COGIC tem mais de 3.000 igrejas, e várias escolas, missões e clínicas médicas em quase sessenta nações. Acredita-se que a igreja tenha quase dois milhões de membros no continente africano. As áreas de mais rápido crescimento incluem a Nigéria, África do Sul, Brasil e Índia. Nigéria sozinha tem 19 bispos e mais de 2000 igrejas. A participação internacional da COGIC é estimada entre um e três milhões de aderentes. O atual Presidente do Departamento de Missões é o Bispo Terence P. Rhone, do Brasil.

### Departamento de Evangelismo
O Departamento de Evangelismo foi oficialmente organizado a nível nacional em 1927. A expansão da COGIC deveu-se em grande parte aos esforços dos seus evangelistas por meio de cruzadas e avivamentos. Homens e mulheres evangelistas foram instrumentais na divulgação da COGIC. A primeira reunião foi realizada em Memphis, por volta de 1937. O atual presidente do Departamento de Evangelismo é o Elder Gary Sprewell de Los Angeles, e a Senhora Eleita é a evangelista Dorinda Clark-Cole, de Detroit.

### Departamento de Música
A COGIC enfatizou o uso do Coral como parte integrante da experiência de adoração. Desde o início da música gospel, os membros da COGIC influenciaram sua ascensão. A COGIC tornou-se um grampo de música gospel sob a orientação e liderança da Dra. Mattie Moss Clark (1970-1994). Sob sua liderança e seu mandato, os corais e cantores da COGIC passaram a dominar a música gospel produzindo várias gravações e sucessos de gospel. Em 1982, durante a 75ª Santa Convocação, o jubileu de diamantes da Igreja, a COGIC publicou seu próprio hinário, "Yes, Lord!", que incluiu muitos arranjos e canções escritas por membros da COGIC e músicos compositores afro-americanos.
Músicos gospel bem conhecidos com raízes COGIC incluem; Andrae Crouch e Sandra Crouch, BeBe Winans e CeCe Winans, The Clark Sisters (Jacky Clark-Chisholm, Twinkie Clark, Dorinda Clark-Cole e Karen Clark-Sheard), Kierra Sheard, J. Moss, Kelly Price, Mary Mary e Michelle Williams, do grupo Destiny's Child. O atual líder do Departamento Internacional de Música é o Dr. Myron Williams, sucedendo a Dra. Judith Christie McAllister, de Los Angeles, que também é uma elogiada artista de música gospel nacional.

### Conferência Auxiliar Nacional Unida (UNAC) e Auxiliares no Ministério (AIM)
Em 1976,os cinco maiores departamentos da COGIC foram unidos sob uma convenção geral conhecida como UNAC-5 (United National Auxiliary Conference). Em 1992, a UNAC foi dissolvida em favor de três convenções distintas, a saber: a Convenção Internacional da Escola Dominical, a Convenção MY (Música e Juventude) e a Convenção ME (Missões e Evangelismo). Em 1996, o formato do guarda-chuva foi revisado sob a administração do Bispo C.D. Owens, e tornou-se conhecido como AIM (Auxiliares no Ministério). Esta convenção reúne milhares de membros da COGIC, representando todos os principais departamentos, incluindo a Escola Dominical, Missões, Evangelismo, Música e Juventude em julho e se reúne em cidades ao redor dos EUA. O atual presidente da Convenção AIM é o Superintendente Nathaniel Green.

## Instituições educacionais
Em 1918, COGIC abriu sua primeira instituição de ensino superior, a Escola Industrial e Literária Saints em Lexington. A escola fechou em 1977, mas foi reaberta por um breve período como Academia de Santos, uma escola privada co-educacional no início dos anos 1990. A escola e a faculdade permanecem fechadas no momento. Em 1968, a COGIC estabeleceu o Seminário Teológico C.H. Mason, para treinar seus ministros e líderes do ministério.

## Controvérsias
Em 2014, em uma convenção internacional, um vídeo do ancião Earl Carter criticando gays se tornou viral na mídia. O presidente da denominação, Charles E. Blake, apresentou um pedido público de desculpas pela falta de compaixão e respeito do Earl Carter.